# 东京城镇
东京城镇，是中华人民共和国黑龙江省牡丹江市寧安市下辖的一个乡镇级行政单位。镇内的东京城站有多班前往牡丹江站的公交化快速列车。 区域面积175.83平方千米。
因位于东丹国首都天福城（俗稱上京城）的东部而得名。

## 行政区划
东京城镇下辖以下地区：
和平社区、铁东社区、建园社区、于家村、镇兴村、糖坊村、东京村、中马河村、牛场村、兴安村、光明村、下窨子村、东康村、下马河村、大荒地村、哈达村、烽火村和红兴村。